# Cumbre Vieja
Cumbre Vieja je rozsáhlý aktivní stratovulkán, nacházející se na kanárském ostrově La Palma. Zabírá celou jižní třetinu ostrova a je tvořen desítkami kráterů, dómů a parazitických kuželů (La Fajana, El Fraile, Tacande, Tahuya, San António, San Martín, San Juan, Llano del Blanco, Hoyo Negro, El Charco, Teneguía, atd.). Vulkán se táhne podél zlomové linie ve směru sever-jih a je původcem všech erupcí na ostrově za posledních 7 000 let. Je to nejaktivnější vulkán na Kanárských ostrovech. Mezi 19. zářím a 13. prosincem 2021 došlo k efuzivní erupci, která v rámci ostrova byla ta největší a nejdéle trvající za posledních 500 let.

## Sopečná aktivita
Na základě studia geologických stop došlo k erupcím v rocích: 6050 př. n. l., 4900 př. n. l., 4050 př. n. l., 1320 př. n. l., 360 př. n. l. a 900. Z historického pozorování se ví o erupcích v letech: 1480, 1585, 1646, 1677–1678, 1712, 1949, 1971 a 2021.

### 1949
Mezi 24. červnem a 30. červencem 1949 se otevřely trhliny na třech místech hřebenu Cumbre Vieja. V každém z nich probíhala sopečná činnost trochu různým stylem. Vznikly tak krátery Duraznero a Hoyo Negro, včetně trhliny Llano del Banco. Erupce, které byl udělen index VEI 2, vyvrhla během 47 dní 55 milionů m³ lávy.

### 1971
Od 26. října do 18. listopadu 1971 probíhala na jihu ostrova erupce strombolského typu. Na zemský povrch celkem vyteklo 43 milionů m³ roztavené horniny. Vznikl tak kužel Teneguía a dodnes zde z některých míst unikají sirné plyny. I síla této erupce se stanovila na VEI 2.

### 2021
19. září 2021 v 14:15 (UTC) došlo k erupci a definitivnímu ukončení období nečinnosti dlouhém 50 let. Započala na severozápadním svahu sopky poblíž zastavěné oblasti a efuzivní aktivita generovala lávový proud.
K 26. říjnu intenzivní sopečná činnost vyvrhla 215 milionů m³ roztavené horniny. Lávový proud zničil přes 2 100 domů (vesnice El Paraíso, La Laguna a Todoque) a 66 km pozemních komunikací, pohltil oblast o velikosti 9 km² a v místě zaústění do oceánu vytvořil lávovou deltu. Erupce taktéž produkovala mračna popela vysoká až 5 km. Následkem toho bylo 55 km² území pokryto vrstvou sopečné strusky a popela. Evakuace se dotkla více než 7 tisíc obyvatel.
Sopečná činnost ustala v polovině prosince 2021. Během 12 týdnů sopka vyvrhla 215 milionů krychlových metrů roztavené horniny, zničila 1650 budov, kolem 70 kilometrů silnic a asi 370 hektarů plantáží. O své domovy přišlo na 2 300 obyvatel ostrova.

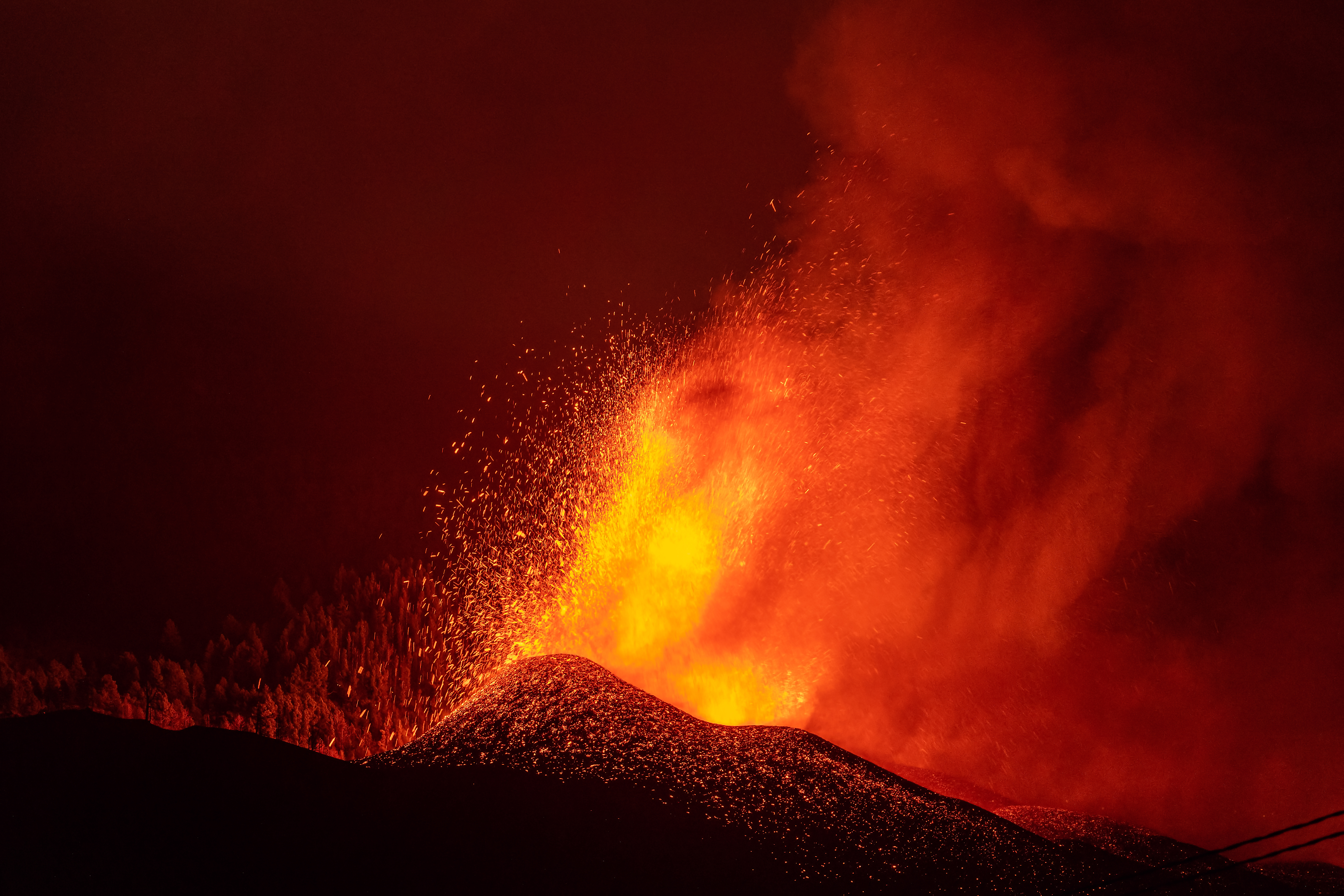
Erupce několik dní po svém začátku
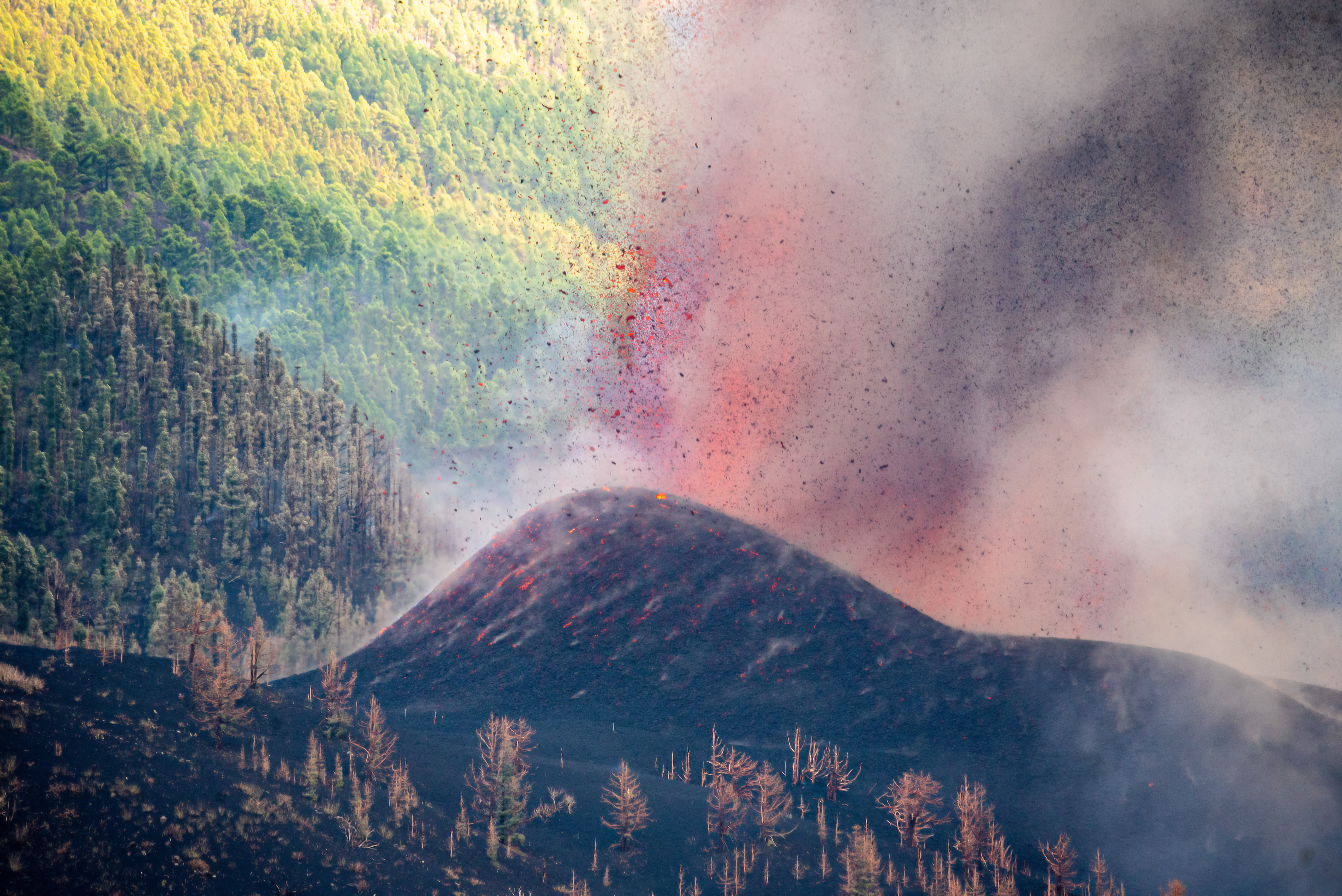
Erupce několik dní po svém začátku
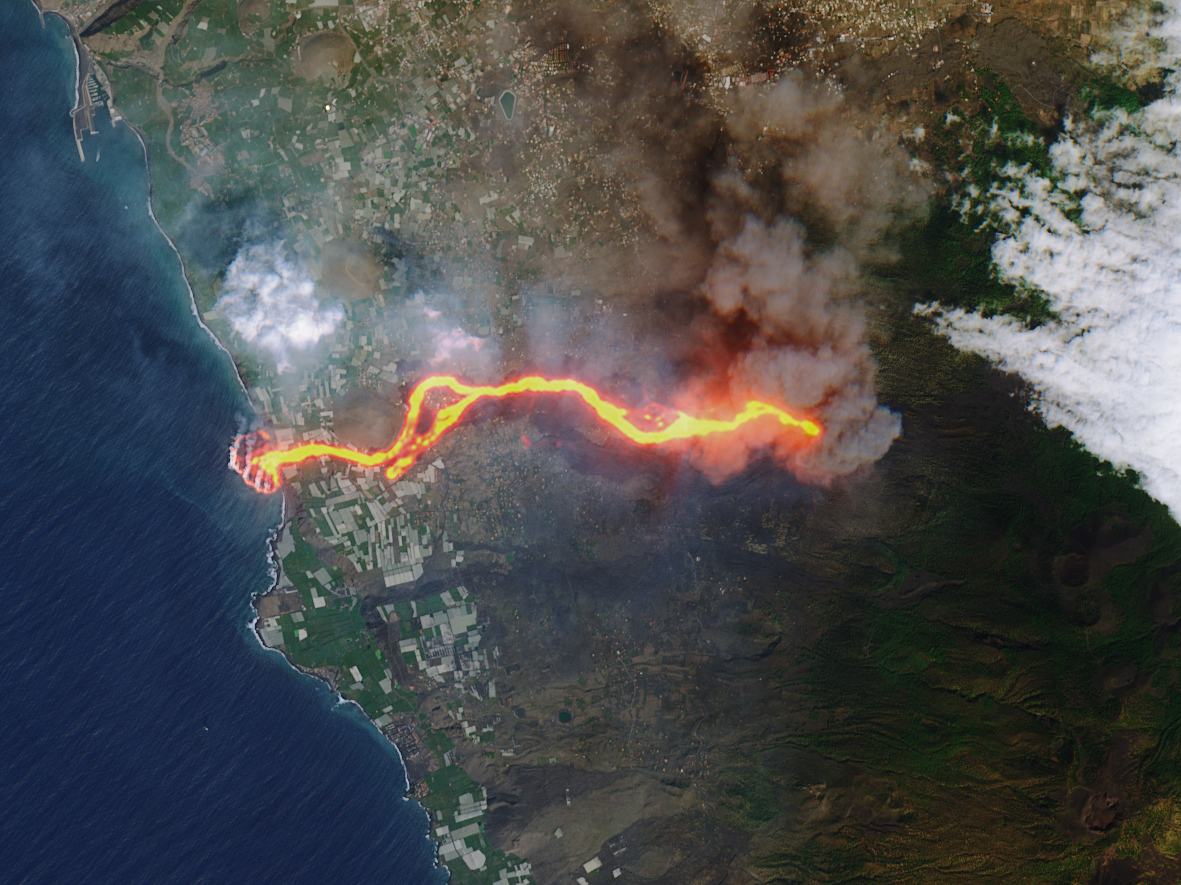
Snímek proudu a lávové delty z 30. září
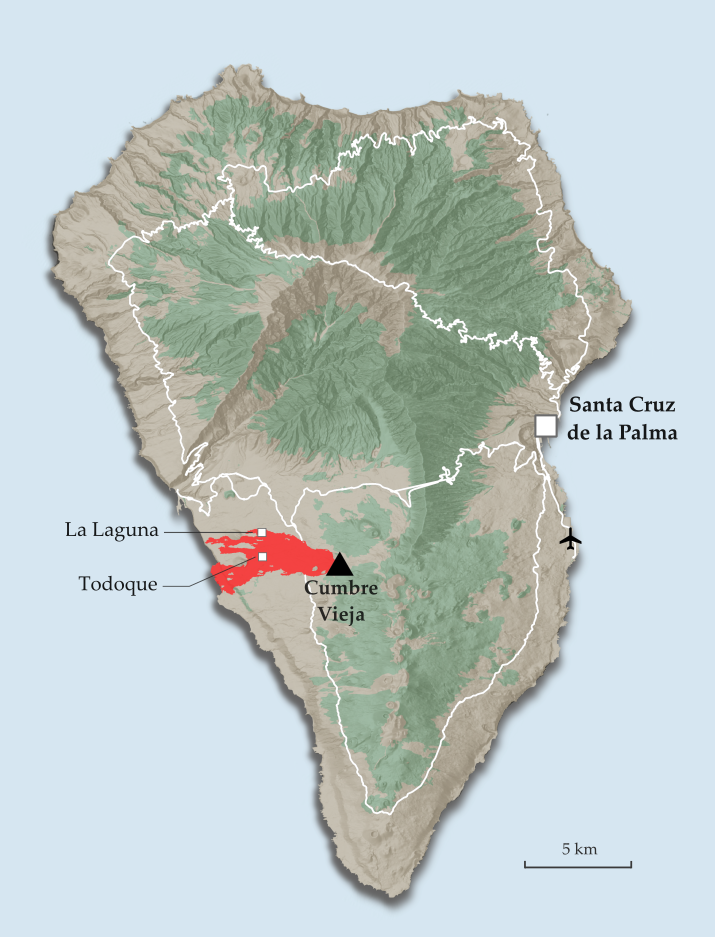
Rozsah lávového pole k 23. listopadu
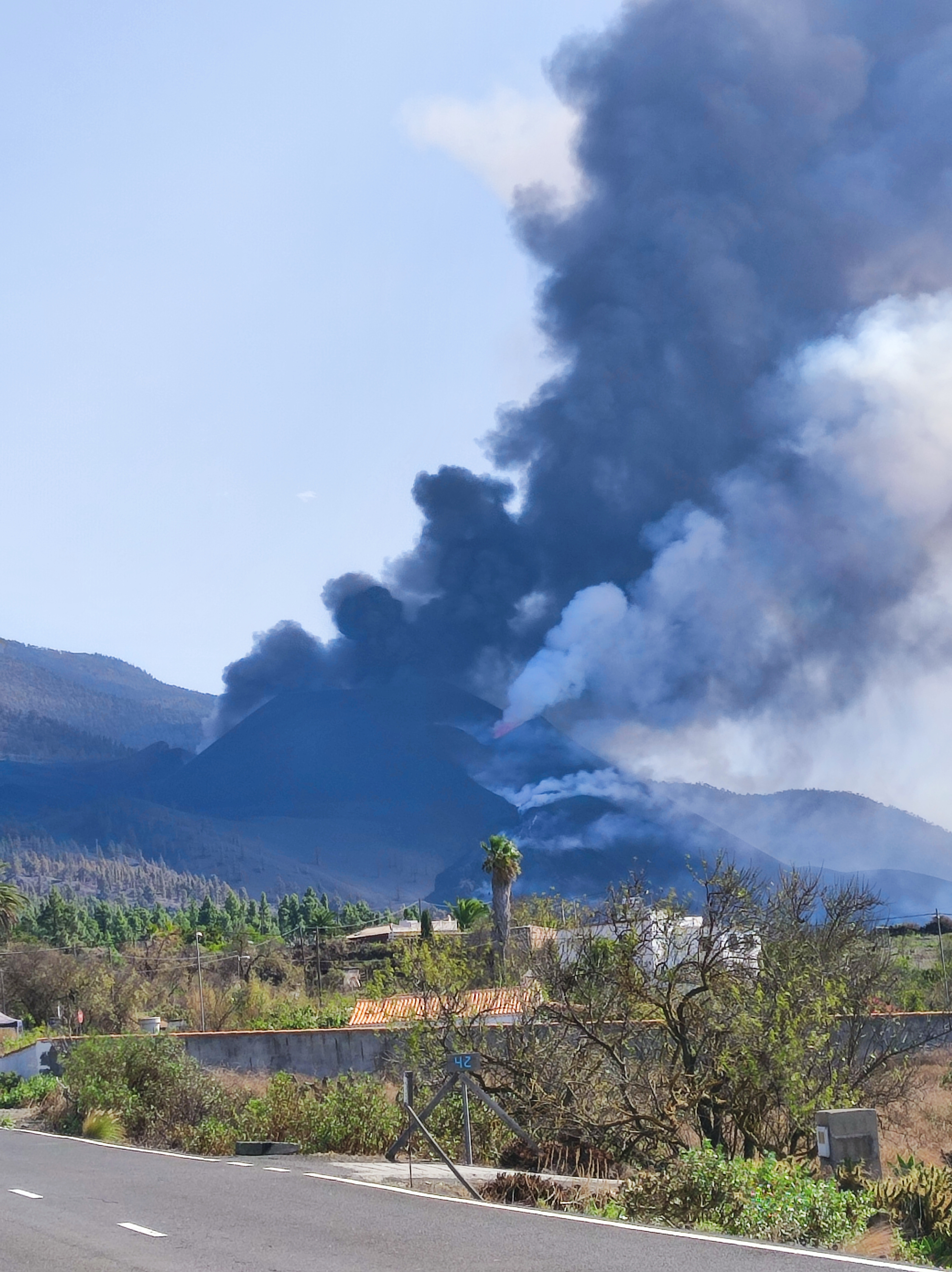
Mračno popela z 21. října

## Megatsunami
Geologové Dr. Simon Day a Dr. Steven Neal Ward vydali v rocích 1999, 2001 a 2005 studie, pojednávající o možném masivním sesuvu západní části jižního cípu ostrova (v místě Cumbre Vieja). Délku nestabilní části vulkánu určili na 15 km. V případě kolapsu by masa hmoty (odhadovaný objem 150–500 km³ – tj. 1,5 bilionu tun hornin) nabrala rychlost až 360 km/h a v jednom kuse sjela do Atlantského oceánu. Vzniklo by megatsunami s počáteční výškou až 1 km, nicméně ta by ihned začala rychle klesat. Okolní Kanárské ostrovy by zasáhly 400–600 m vysoké vlny zhruba za 10 minut. Následně by se šířily oceánem na všechny strany. Do hodiny by dorazily k pobřeží Afriky (50–100 m). Za 3–6 hodin k pobřeží Jižní Ameriky (15–20 m), Newfoundlandu (10 m), Španělska a Anglie (5–7 m). Po 8–9 hodinách by na východním pobřeží USA udeřily vlny s výškou 20–25 m.
V současné době je však tento katastrofický závěr studie zpochybňován vědeckou komunitou. Během dvaceti let počítačové modelování tsunami značně pokročilo. K přesnějším simulacím přispěly také lepší znalosti o batymetrii oceánu, topografii ostrovů a pobřeží či přenosu energie mezi sesuvem a vodou. Podle nových simulací je patrné, že výsledky Dr. Warda a Dr. Daye byly tehdy nadsazené. Ačkoliv počáteční výška sesuvem generovaného tsunami je obrovská, s rostoucí vzdáleností velmi rychle klesá. I kdyby na nejčernější scénář skutečně došlo, tedy k sesuvu 500 km³, k pobřeží USA by dorazily vlny vysoké maximálně 2 m. Nicméně mapování oceánského dna v okolí Kanárských ostrovů přišlo na to, že ke kolapsům dochází, ale postupně nebo po částech. Geomorfologická analýza stability vulkánu ukazuje, že je strukturálně stabilní a v dohledné době se neschyluje k žádné mimořádné události. Pokud by se situace změnila, potenciální objem sesuvu by byl mnohem menší, než kolik uvádí práce z roku 2001. Extrémní scénář dvojice vědců zpochybňuje i nedostatek geologických důkazů v podobě charakteristických usazenin. Na východním pobřeží Severní a Jižní Ameriky však žádné takové usazeniny zjištěny nebyly. Sesuvy sopek na Kanárských ostrovech možné jsou, byť jde o vzácné události, vyskytují se v časovém horizontu stovek tisíc let. Rovněž by jim měly předcházet snadno detekovatelné známky nestability, v podobě nárůstu zemětřeseních a deformací zemského povrchu.
Studie z roku 2020 simulovala tsunami v různých variantách podle objemu sesuvu 20, 40 a 80 km³. Při vyšší hodnotě by megatsunami na počátku svého vzniku měřilo 800 metrů. Po 10 minutách by výška opadla na 80 metrů a za tu dobu by stihlo zasáhnout první dva nejbližší kanárské ostrovy – El Hierro a La Gomera. Na přibližně 1300 km vzdálené pobřeží Portugalska by udeřily asi 2m vlny.

## Galerie

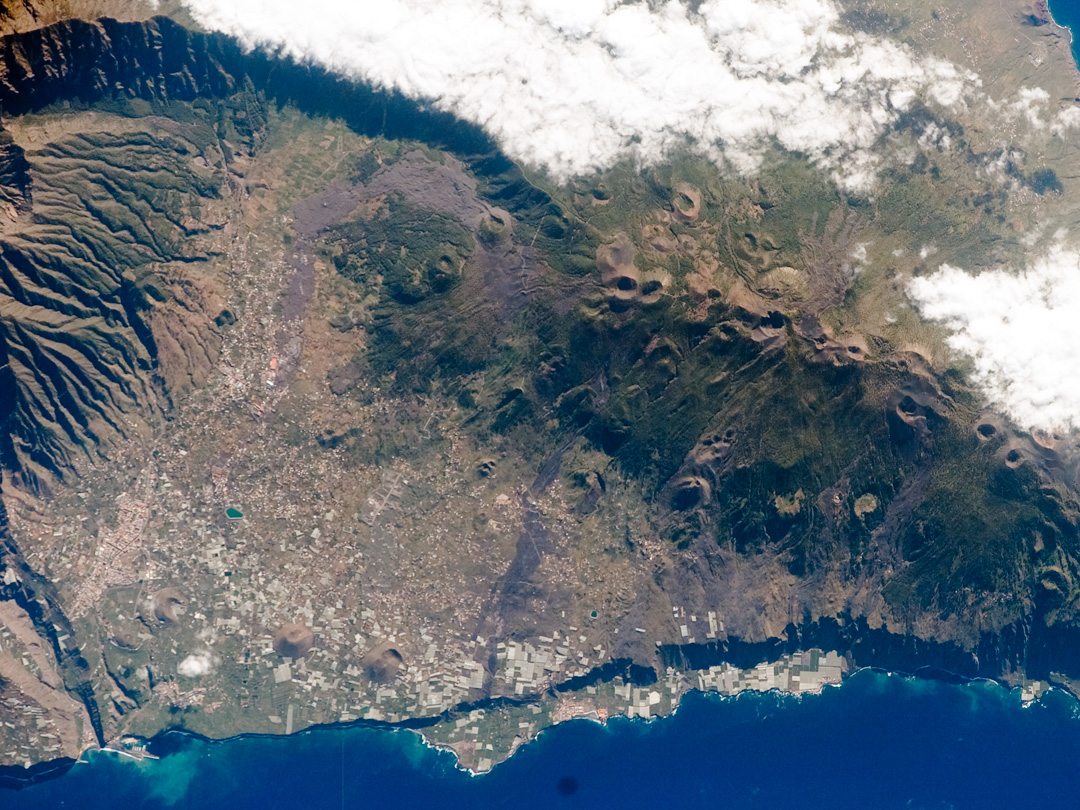
Cumbre Vieja (vpravo)
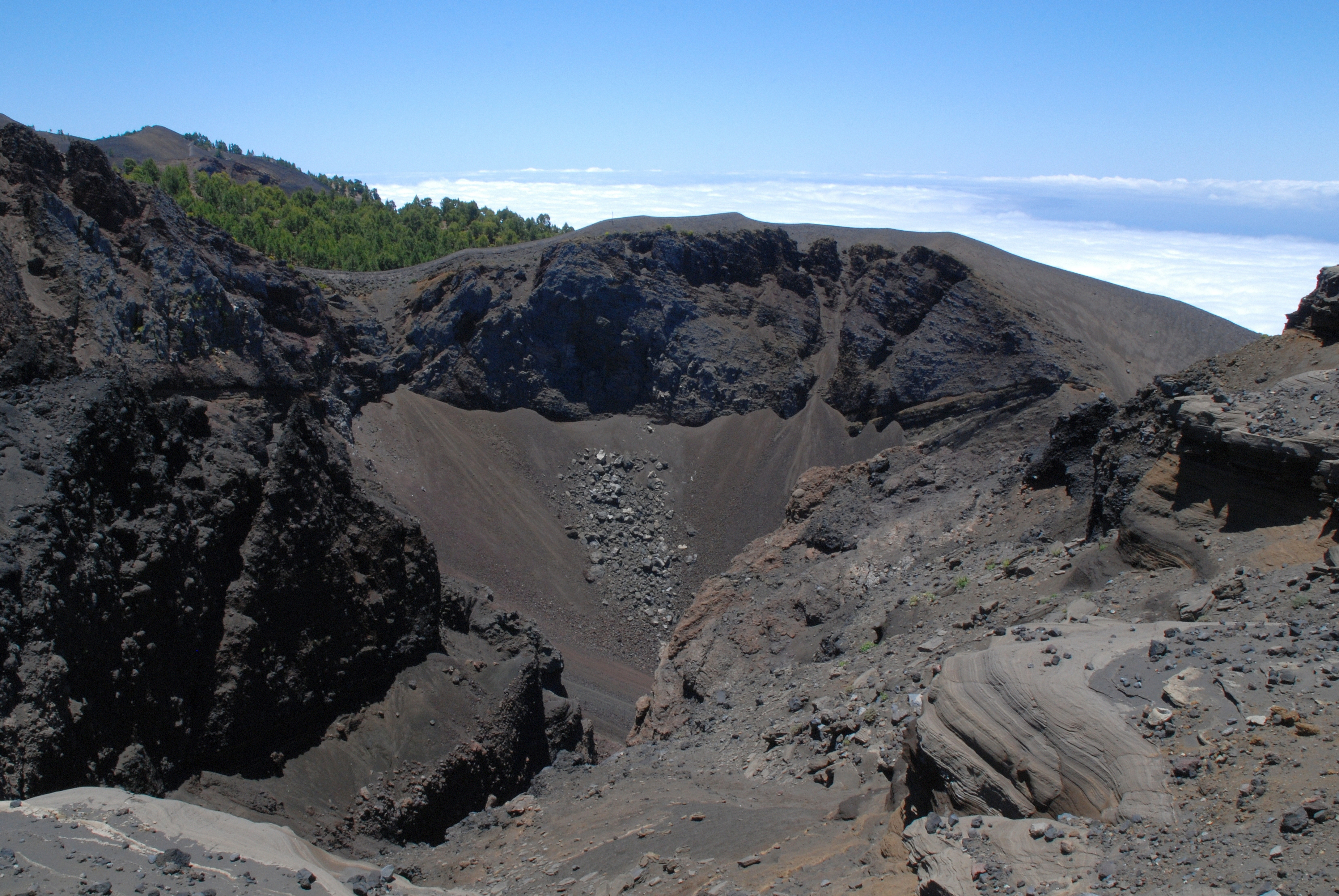
Hoyo Negro, jedno z dějišť erupce z roku 1949
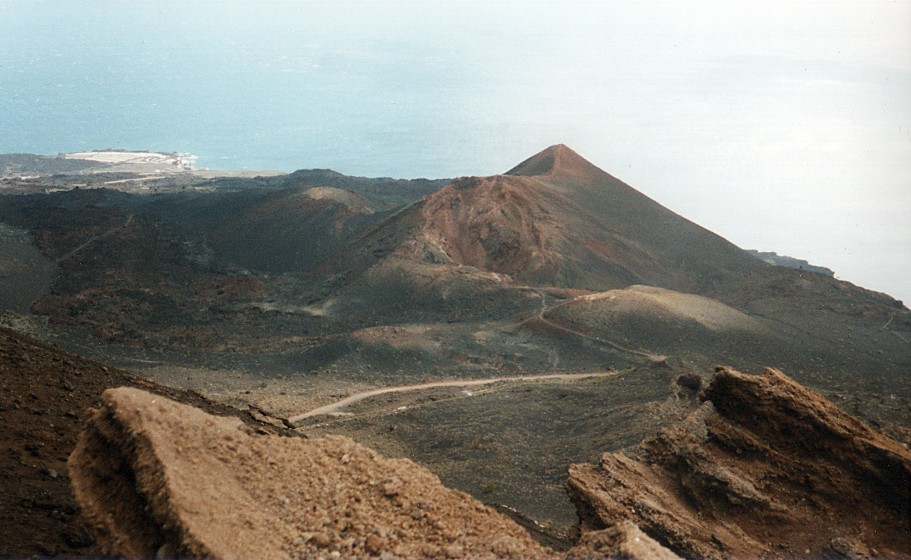
Sopečný kužel Teneguia byl místem erupce z roku 1971
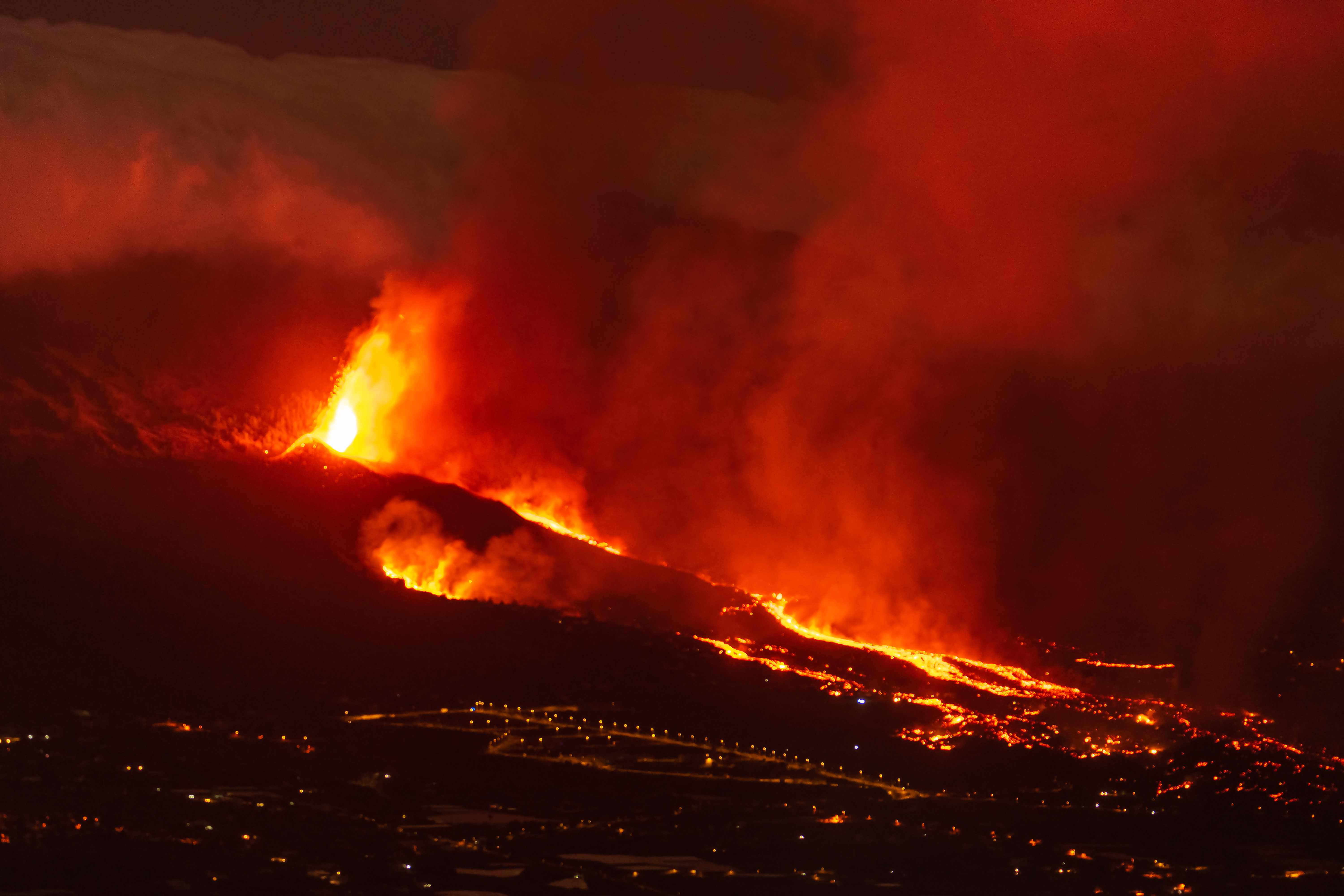
Erupce 2021
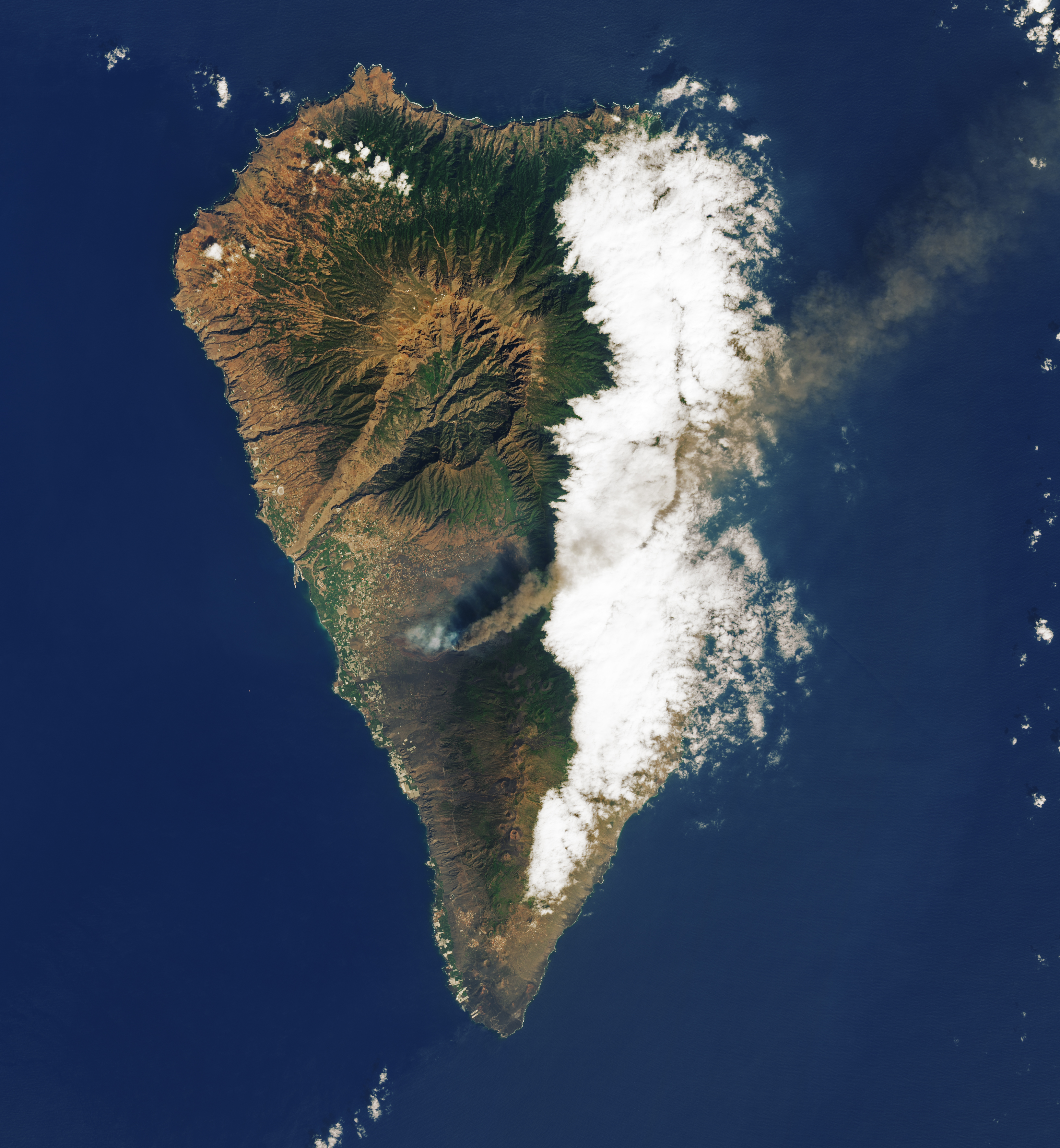
Satelitní snímek erupce, pořízený 26. září 2021